# Rigójancsi
A rigójancsi egy hagyományos magyar, általában kocka alakú, csokoládéspiskótatészta- és csokoládékrém-alapú cukrászsütemény. A nevét Rigó Jancsi (1858–1927) híres magyar cigányprímásról kapta, aki elcsábította és feleségül vette Clara Ward, Caramane-Chimay hercegnőt, az amerikai milliomos E. B. Ward egyetlen lányát, aki Joseph Caraman-Chimay belga herceg felesége volt.

## Története
Jancsi és Clara 1896-ban találkozott, amikor Rigó Jancsi egy párizsi étteremben játszott, ahol Clara férjével, Joseph herceggel vacsorázott. 1896 és 1898 között az újságok sokat foglalkoztak a prímás és a hercegnő házasságával. A tortát az azt készítő cukrász Rigó Jancsi és a romantikus szerelmi történet tiszteletére nevezte el.

## A torta
A cukrászsütemény két csokoládés tortalapból áll, amelyek között tejszínhabos csokoládékrém töltelék van. A töltelék tartalmazhat egy kis sötét rumot és/vagy vaníliát is. Egy másik változatban a töltelék két, egy tejszínhabos csokoládékrémes és egy tiszta tejszínhabos rétegből áll. 
Az összeállítás előtt az alsó lapra egy nagyon vékony kajszibarackíz réteget kennek.
A tortát sötét csokoládémázzal vonják be.